# Андравида-Килини
Андрави́да-Кили́ни (греч. Δήμος Ανδραβίδας - Κυλλήνης) — община (дим) в Греции в северо-западной части полуострова Пелопоннеса на побережье залива Килиниоса Ионического моря в периферийной единице Элиде в периферии Западной Греции. Население 21 581 житель по переписи 2011 года. Площадь 355,476 квадратного километра. Плотность 60,71 человека на квадратный километр. Административный центр — Лехена, исторический центр — Варда. Димархом на местных выборах 2014 года избран Намбил Моранд (Ναμπίλ Μοράντ).
Создана в 2011 году по программе «Калликратис» при слиянии упразднённых общин Андравида, Вупрасия, Кастро-Килини и Лехена.

## Административное деление

Административное деление общины:
1 — Лехена
2 — снизу вверх: Кастро-Килини, Андравида и Вупрасия

Община (дим) Андравида-Килини делится на 4 общинные единицы.